# 秦岭沙参
秦岭沙参（学名：Adenophora petiolata）是桔梗科沙参属的植物，是中国的特有植物。分布于中国大陆的河南、陕西、甘肃、山西等地，生长于海拔1,000米至2,300米的地区，多生长于林下及山坡路边，目前尚未由人工引种栽培。